# Franz-Josef Nocke
Franz-Josef Nocke (* 27. November 1932 in Bochum) ist ein römisch-katholischer, deutscher Theologe.
Nocke studierte von 1953 bis 1965 römisch-katholische Theologie, Philosophie und Germanistik an der Universität Paderborn, an der Universität Innsbruck, an den Universitäten Münster, München und Paris. Er promovierte bei Michael Schmaus. Nach seiner Priesterweihe 1965 und seelsorgerischer Tätigkeit als Kaplan in Essen und Studentenseelsorger in Gelsenkirchen war Nocke von 1981 bis 1993 Professor für Systematische Theologie an der Gerhard-Mercator-Universität Duisburg und von 1993 bis 1998 an der Universität Essen.

## Werke (Auswahl)
- L’Amour, la Mort et l’Espérance. Conférences données au Liban, Jounieh/Beirut (Libanon) 2008
- Was können wir hoffen? Zukunftsperspektiven im Wandel, Würzburg 2007
- Ja sagen zum Alter. Impulse aus dem Glauben, München 2007
- Liebe, Tod und Auferstehung. Die Mitte des christlichen Glaubens, München 2005
- Eschatologie, Düsseldorf 2005
- Chance zum Leben - Buße und Bußsakrament (Theologie im Fernkurs), 2004
- Was bekennt, wer heute das Credo spricht? (zusammen mit Reiner Anselm), Regensburg 2000
- Sakramententheologie, Düsseldorf 1997
- Wort und Geste. Zum Verständnis der Sakramente, München 1985